# Scopula ochrea
Scopula ochrea är en fjärilsart som beskrevs av Sterneck 1927. Scopula ochrea ingår i släktet Scopula och familjen mätare. Inga underarter finns listade.